# MOA-2007-BLG-192L b
MOA-2007-BLG-192Lb ist ein extrasolarer Planet, der den Zwergstern MOA-2007-BLG-192L im Sternbild Schütze umkreist. Er befindet sich etwa 3.000 Lichtjahre entfernt und besitzt etwa 3,3 Erdmassen. Damit zählte er zum Zeitpunkt der Entdeckung zu den kleinsten bekannten Exoplaneten. MOA-2007-BLG-192Lb wurde am 30. Mai 2008 entdeckt.

## Charakteristika
MOA-2007-BLG-192Lb umkreist seinen Stern etwa im selben Abstand wie die Venus unsere Sonne umkreist. Der Stern hat etwa sechs bis acht Prozent der Sonnenmasse. Mit dieser Masse liegt er im Grenzbereich zwischen echten Sternen, die per Kernfusion Wasserstoff zu Helium verschmelzen, und braunen Zwergen.
Laut Darstellung der Forscher schimmert der Zwergstern schwach und fliederfarben am Himmel von MOA-2007-BLG-192Lb. Außerhalb der Planetenatmosphäre herrschen tiefe Temperaturen, die etwa vergleichbar sind mit denen auf dem abgelegenen Zwergplaneten Pluto. MOA-2007-BLG-192Lb verfügt aber wahrscheinlich über eine dicke Atmosphäre, die  höhere Temperaturen ermöglicht.

## Beobachtung
Die Beobachtung eines solchen Exoplaneten ist nur indirekt möglich, da das Objekt viel zu klein und leuchtschwach ist, um es direkt sehen zu können. Das hier verwendete Verfahren heißt Mikro-Gravitationslinseneffekt (engl. Mikrolensing). Dafür mussten Erde, der beobachtete Planet mit seinem Heimatstern und ein dahinter liegender Stern zum Entdeckungszeitpunkt in einer Linie liegen. 
Nach einem Effekt der Allgemeinen Relativitätstheorie bündelte der beobachtete Planet das Licht des dahinter liegenden Sterns wie ein Brennglas. Dadurch führte die relative Bewegung von MOA-2007-BLG-192Lb und dem Hintergrundstern zu einer kurzfristigen Helligkeitsschwankung, die von Gravitationseffekten herrühren. Eine genaue Analyse der Helligkeitsschwankungen ermöglichte es, die Masse des Planeten und seines Sterns zu bestimmen.

## Bedeutung
Bis zur Entdeckung von MOA-2007-BLG-192Lb hatte man noch nie einen Planeten aufgespürt, der um einen Stern mit weniger als 20 Prozent der Sonnenmasse kreist. Gemäß den Forschern zeigte dieser Planet, dass Planeten um Sterne mit niedriger Masse erwartet werden können, insbesondere auch in Nachbarschaft zum Sonnensystem. Die besondere Bedeutung ergibt sich aus der Möglichkeit, dass man solche nahen Exoplaneten mit dem neuen James Webb Space Telescope direkt beobachten könnte. Dagegen kann MOA-2007-BLG-192Lb in absehbarer Zeit nur indirekt beobachtet werden (vgl. Abschnitt Beobachtung).
Mittlerweile wurde die Möglichkeit von Planeten in der Nachbarschaft durch die Entdeckung von nahen Exoplaneten wie z. B. Proxima Centauri b oder Ross 128 b bestätigt.